# 伊與田好彦
伊與田 好彦（いよだ よしひこ、1955年10月28日 - ）は、日本のバスケットボール指導者である。

## 来歴
愛知県出身。
西尾高校から日体大に進み、卒業後は高校教員となり、愛知県教員チームでプレーを続ける。
1983年の愛知商業高校顧問を皮切りに指導者としてのキャリアを始める。
2001年より愛知学泉大女子ヘッドコーチを務め、インカレ準優勝に導く。
2012年にはユニバーシアード女子日本代表ヘッドコーチに就任するが、週刊誌の記事が問題となったため本大会を前に辞任。
一方、愛知学泉大のヘッドコーチは2016年まで務め、同年からは京都精華学園高校顧問に就任。
2018年、山梨クィーンビーズのアシスタントコーチに就任するが、前任者の水上豊ヘッドコーチの退任に伴い同年12月にヘッドコーチ昇格。
2022年、Wリーグに新規参入する姫路イーグレッツのヘッドコーチに就任。2024年退任。